# Лозоватка (притока Омельника)
Лозоватка — річка в Україні у Онуфріївському районі Кіровоградської області. Права притока річки Омельника (басейн Дніпра).

## Опис
Довжина річки 15 км, похил річки 2,9 м/км, площа басейну водозбору 52,3 км², найкоротша відстань між витоком і гирлом — 8,07 км, коефіцієнт звивистості річки — 1,12. Формується декількома струмками та загатами. На деяких ділянках річка пересихає.

## Розташування
Бере початок у селі Вишнівці. Тече переважно на північний схід через село Лозуватку і на південно-західній околиці села Млинок впадає в річку Омельник, праву притоку річки Дніпра.

## Цікаві факти
- На річці існує водокачка[2].